# Apallates maculicornis
Apallates maculicornis är en tvåvingeart som först beskrevs av Oswald Duda 1936.  Apallates maculicornis ingår i släktet Apallates och familjen fritflugor. Inga underarter finns listade i Catalogue of Life.